# Liste der Monuments historiques in Terrefondrée
Die Liste der Monuments historiques in Terrefondrée führt die Monuments historiques in der französischen Gemeinde Terrefondrée auf.

## Liste der Immobilien
| Bezeichnung                      | Beschreibung                     | Standort                                              | Kennzeichnung | Schutzstatus | Datum | Bild           |
| -------------------------------- | -------------------------------- | ----------------------------------------------------- | ------------- | ------------ | ----- | -------------- |
| Wegekreuz                        | Stein, 16. Jahrhundert           | Châtellenot, place de la Chapelle (Lage)              | PA00112691    | Classé       | 1924  | weitere Bilder |
| Kirche Notre-Dame-de-la-Nativité | Vorhalle aus dem 12. Jahrhundert | Terrefondrée, rue de Notre-Dame-de-la-Nativité (Lage) | PA00112692    | Classé       | 1926  | weitere Bilder |